# Transformers: Rise of the Dark Spark
Transformers: Rise of the Dark Spark es un videojuego de acción, aventura y ciencia ficción desarrollado por Edge of Reality y publicado por Activision. Incluye la secuela de Transformers War for Cybertron/Transformers Fall of Cybertron y también la secuela de la serie de películas, Transformers: la era de la extinción. El juego salió a la venta el 24 de junio de 2014 para las consolas PlayStation 3, PlayStation 4, Microsoft Windows, Xbox 360, Xbox One, Nintendo 3DS y Wii U.

## Modos de Juego
En la versión para las consolas de Sony y Microsoft, será un juego de disparos en tercera persona. El juego contará con una campaña para un solo jugador que permitirá a los jugadores elegir si desean o no afiliarse a los Autobots o los Decepticons. En el modo multijugador volverá la versión Escalation en línea, la cual tendrá diversas oleadas de enemigos y podrás jugar con tus amigos (4 jugadores máximo) para derrotar enemigos que cada vez se volverá más difíciles. El modo contará con más de 40 personajes elegibles. Wii U y 3DS no tendrán modo Escalation.
La versión 3DS del juego será un RPG de estrategia, en donde consta de un combate de cuerpo a cuerpo por turnos y rondas para agotar la salud del contrincante con distintos ataques.

## Sinopsis
Transformers: Rise of the Dark Spark será un crossover y secuela de la serie de películas que consiste en Transformers: age of Extinction y las series de videojuegos que consiste en Transformers War for Cybertron y Transformers Fall of Cybertron. Las historias se llevarán a cabo simultáneamente.

### Argumento
El juego comienza con un meteorito púrpura misterioso a punto de chocar contra la Tierra. Los Autobots llegan al lugar del accidente y Optimus ve una antigua reliquia Cybertroniana llamada Spark Oscuro, la antítesis de la Matriz del Liderazgo. Mientras que la Matriz te otorga sabiduría, el Spark Oscuro le da al usuario la capacidad de doblar el universo y sus habitantes a su propia voluntad. Los Autobots tratan derrotar a los mercenarios que defienden la reliquia, pero no logran detener que Lockdown se escape con la reliquia.
Megatron envía Soundwave, Starscream y Shockwave a la bóveda Crystal City para encontrar la Spark Oscuro, con el fin de acabar con los Autobots de la faz del universo. Se encuentran con una fuerte resistencia de los Insecticons. Shockwave se encuentra con el Insecticons Hardshell, Kickback, y Sharpshot. Tras derrotar a Shockwave los convence para unirse a la facción Decepticon. El equipo llega a la bóveda, que está custodiado por los antiguos guerreros. Después de derrotar a los guerreros, el grupo considera que se necesitan llaves para abrir la caja fuerte. Una vez que se recuperan todas las claves, la bóveda se abre. Después escapan a través de una puerta justo antes de que se cerrara y bloqueara.

## Personajes
| Autobots                                              | Autobots                                                    | Autobots                                        | Autobots                                                     | Autobots                                                  |
| ----------------------------------------------------- | ----------------------------------------------------------- | ----------------------------------------------- | ------------------------------------------------------------ | --------------------------------------------------------- |
| - Air Raid - Bumblebee - Cliffjumper - Drift          | - Grimlock - Hound - Ironhide - Jazz                        | - Jetfire - Optimus Prime - Perceptor - Ratchet | - Scattershot - Sideswipe - Silverbot - Slug - Snarl - Scorn | - Swoop - Ultra Magnus - Wheeljack - Waparth - Zeta Prime |
| Decepticons                                           |                                                             |                                                 |                                                              |                                                           |
| - Blast Off - Brawl - Bruticus - Breakdown - Dead End | - Demolishor - Drag Strip - Hardshell - Kickback - Lockdown | - Megatron - Onslaught - Quake - Sharpshot      | - Shockwave - Skywarpa - Soundwave - Starscream              | - Stingera - Swindle - Thundercrackera - Vortex           |

a Bonus de pre-orden.